# Az NHL-ben 1000 asszisztot jegyző játékosok listája
A National Hockey League-ben 1000 asszisztot jegyzett játékosok listája
| #  | Játékos       | Nemzetiség | Csapat              | Dátum              | MSz  | G   | A    | P    |
| -- | ------------- | ---------- | ------------------- | ------------------ | ---- | --- | ---- | ---- |
| 1  | Gordie Howe   | Kanada     | Detroit Red Wings   | 1960. november 27. | 1767 | 801 | 1049 | 1850 |
| 2  | Marcel Dionne | Kanada     | Los Angeles Kings   | 1981. január 7.    | 1348 | 731 | 1040 | 1771 |
| 3  | Wayne Gretzky | Kanada     | Edmonton Oilers     | 1984. december 19. | 1487 | 894 | 1963 | 2857 |
| 4  | Paul Coffey   | Kanada     | Pittsburgh Penguins | 1990. december 22. | 1409 | 396 | 1135 | 1531 |
| 5  | Mark Messier  | Kanada     | Edmonton Oilers     | 1991. január 13.   | 1756 | 694 | 1193 | 1887 |
| 6  | Ray Bourque   | Kanada     | Boston Bruins       | 1992. február 29.  | 1612 | 410 | 1169 | 1579 |
| 7  | Mario Lemieux | Kanada     | Pittsburgh Penguins | 1992. március 24.  | 915  | 690 | 1033 | 1723 |
| 8  | Steve Yzerman | Kanada     | Detroit Red Wings   | 1993. február 24.  | 1514 | 692 | 1063 | 1755 |
| 9  | Ron Francis   | Kanada     | Pittsburgh Penguins | 1993. október 28.  | 1731 | 549 | 1249 | 1798 |
| 10 | Adam Oates    | Kanada     | Washington Capitals | 1997. október 8.   | 1337 | 341 | 1079 | 1420 |
| 11 | Joe Sakic     | Kanada     | Colorado Avalanche  | 2008. március 22.  | 1363 | 623 | 1006 | 1629 |
| 12 | Jaromír Jágr  | Csehország | Dallas Stars        | 2013. március 29.  | 1711 | 765 | 1169 | 1914 |
| 13 | Joe Thornton  | Kanada     | San Jose Sharks     | 2017. március 6.   | 1446 | 384 | 1007 | 1391 |

## Akik megközelítették az 1000 asszisztot
Azon játékosok listája akik visszavonulásukkor legalább 100 assziszttal megközelítették az 1000-es álomhatárt.
| Játékos        | Csapat              | Utolsó szezon | MSz  | G   | A   | P    |
| -------------- | ------------------- | ------------- | ---- | --- | --- | ---- |
| Doug Gilmour   | Toronto Maple Leafs | 2002–2003     | 1474 | 450 | 964 | 1414 |
| Mark Recchi    | Philadelphia Flyers | 2010–2011     | 1652 | 577 | 956 | 1533 |
| Al MacInnis    | Calgary Flames      | 2003–2004     | 1416 | 340 | 934 | 1274 |
| Larry Murphy   | Washington Capitals | 2000–2001     | 1615 | 287 | 929 | 1216 |
| Stan Mikita    | Chicago Black Hawks | 1979–1980     | 1394 | 541 | 926 | 1467 |
| Bryan Trottier | New York Islanders  | 1993–1994     | 1279 | 524 | 901 | 1425 |